# Łysonie
Łysonie est un village de Pologne situé dans la voïvodie de Varmie-Mazurie.